# Epidendrum myrmecophorum
Epidendrum myrmecophorum är en orkidéart som beskrevs av João Barbosa Rodrigues. Epidendrum myrmecophorum ingår i släktet Epidendrum och familjen orkidéer. Inga underarter finns listade i Catalogue of Life.